# Verwaltungsgemeinschaft Nesse-Apfelstädt-Gemeinden
In der zwischen den Städten Erfurt, Gotha und Arnstadt gelegenen Verwaltungsgemeinschaft Nesse-Apfelstädt-Gemeinden aus dem thüringischen Landkreis Gotha waren vier Gemeinden zur Erledigung ihrer Verwaltungsgeschäfte zusammengeschlossen.
Die Verwaltungsgemeinschaft wurde am 9. April 1994 gegründet. Alle vier Gemeinden haben sich am 7. Januar 2009 darauf geeinigt, eine gemeinsame Gemeinde namens Nesse-Apfelstädt zu bilden. Dieser Zusammenschluss erfolgte mit Wirkung zum 1. Dezember 2009.
Sitz der Verwaltungsgemeinschaft war Neudietendorf.

## Die ehemaligen Mitgliedsgemeinden
1. Apfelstädt
2. Gamstädt mit dem Ortsteil Kleinrettbach
3. Ingersleben
4. Neudietendorf mit dem Ortsteil Kornhochheim